# سیاست صدور انقلاب اسلامی ایران

ماهیت «صدور انقلاب اسلامی ایران» از نظر خمینی به معنای صدور منبعی الهام‌بخش برای بیداری مردم جهان و راهی برای انتقال آموزه‌ها و تجربیات انقلاب ایران به سایر ملتها برای رهایی آنها از دست استعمارگران جهانی بود.

سیاست صدور انقلاب اسلامی ایران راهبردی است که اعتقاد به صدور آموزه‌های انقلاب ۱۳۵۷ ایران دارد تا نمونه‌های مشابه آن را در ممالک اسلامی و حتی غیر اسلامی محقق گرداند. این سیاست، صراحتاً و در زمانهای مختلف توسط سید روح‌الله خمینی، بنیان‌گذار و اولین رهبر جمهوری اسلامی ایران، اعلام شده است. یکی از شعارهای اساسی انقلاب اسلامی ایران که بر اساس ایدئولوژی دینی پیروز شده است، صدور انقلاب است. بر اساس این نظریه، هدف از صدور انقلاب، انتقال مفاهیم انقلابی اسلام به عنوان یک فرهنگ، ایدئولوژی و یک روش فکری و معرفتی است.
سیاست صدور انقلاب ایران اندیشه‌ای است امت گرا که بر پایه جهان‌بینی شکل می‌گیرد. هدف آن ایجاد یک اتحاد اسلامی راهبردی و فراگیر است که پس از انقلاب ۱۳۵۷ در ایران و به وسیله انقلابیون اسلامگرا قوت گرفت. زمانی که جهان بینی (در این مورد جهان بینی اسلامی) از کارکرد و اصالت بیشتری برخوردار شود زمینه برای صدور انقلاب مهیا است که ایجاد این اصالت و کارکرد مشترک نیازمند ایجاد آموزه‌های راهبردی مشترک است. اعمال و اجرای این سیاست خارجی (گرچه صرفاً در منطقه خاورمیانه) مخالفان سرسختی نیز داشته و دارد، این مخالفت‌ها تا این حد جدی است که بسیاری معتقدند حمایت اعراب از عراق در هنگام جنگ با ایران به دلیل هراس از عواقب احتمالی سیاست صدور انقلاب بود.

## خاستگاه
بنا بر اندیشه سید روح‌الله خمینی، بنیانگذار جمهوری اسلامی ایران، با گسترش مسئولیت‌های نظام اسلامی، هدف از استقرار چنین نظامی در سه سطح ملی، منطقه‌ای (اسلامی) و جهانی تعریف می‌شود؛ بنابراین، برخورد جامع وی با نظام سیاسی اسلامی در زمان غیبت امام معصوم، برونگرا و جهان وطنی است؛ یعنی تلاش برای گسترش نفوذ اسلام در جهان را مسئولیت اصلی حکومت اسلامی فراتر از مرزهای ملی‌اش می‌داند. از نظر خمینی، راه موفقیت چنین رویکرد جهان وطنی اسلامی، صدور انقلابی است که منجر به استقرار یک حکومت اسلامی کارآمد شود. ایده صدور با اکثر انقلاب‌ها همراه است، اگرچه نوع و ماهیت چنین اقداماتی در انواع آنها متفاوت است. در اندیشه و سیره سیاسی خمینی که مبتنی بر مبانی دینی است، صدور ویژگی‌های خاص خود را دارد. بر اساس این ویژگی‌ها در چارچوب آرمان‌گرایی واقع‌گرایانه، صدور انقلاب اسلامی یک استراتژی دو جانبه است که بر منافع هر دو طرف توجه داشته، در حالی که مسئولیت‌های فراملی را دنبال می‌کند، به دنبال منافع ملی نیز می‌رود. زمینه‌های ظهور و ریشه‌های نظریه صدور انقلاب اسلامی را می‌توان در موارد ذیل خلاصه کرد:
1. جهان شمول بودن اسلام: از نظر قرآن و محمد، اسلام یک دین جهانی و عام است.
2. اسلام دین عدالت است: از نظر قرآن هدف از فرستادن پیامبران برقراری عدالت بوده است. طبق این اصل، عدالت نمی‌تواند مختص یک منطقه خاص باشد یا فقط برای یک قوم و ملت خاص تعریف و منظور شود.
3. مهدویت و ایده حکومت جهانی در شیعه: یکی از ویژگی‌های اساسی تفکر سیاسی شیعه مسئله انتظار برای دولت جهانی مهدی (دوازدهمین امام شیعیان) است که با برپایی عدالت بر سراسر جهان حکمرانی خواهد کرد. امید وعده داده شده برای برقراری نظم عادلانه جهانی در بین شیعیان، هم ماهیت دفاعی دارد و هم می‌تواند هدف باشد؛ بنابراین طبیعی است که شیعیان به دنبال حکومت جهانی مهدی باشند. وقتی انقلاب اسلامی ایران پیروز شد، میل به عدالت به نوعی برآورده شد و از دیدگاه برخی از اندیشمندان انقلاب اسلامی ایران، این می‌تواند مقدمه‌ای برای انقلاب بزرگ مهدی باشد.
4. حمایت از ملتهای محروم و مظلوم: حمایت از ملتهای محروم و مظلوم که یکی از اهداف فراملی سیاست خارجی ایران بوده و هست، ریشه در آموزه‌های دین اسلام و متن قرآن دارد. خمینی در این باره می‌گوید: «اسلام برای نجات مستضعفان آمده است».[۲۰]
5. صدور انقلاب در قانون اساسی: در چندین اصل قانون اساسی جمهوری اسلامی ایران، صادرات انقلاب اسلامی به عنوان یکی از اهداف انقلاب اسلامی ایران ذکر شده است. به عنوان مثال، در اصل ۱۵۴ قانون اساسی در مورد حمایت از ملتهای محروم و ستمدیده آمده است: «جمهوری اسلامی ایران سعادت انسان در کل جامعه بشری را آرمان خود می‌داند و استقلال و آزادی و حکومت حق و عدل را حق همه مردم جهان می‌شناسد؛ بنابراین در عین خودداری کامل از هر گونه دخالت در امور داخلی ملت‌های دیگر از مبارزه حق طلبانه مستضعفین در برابر مستکبرین در هر نقطه از جهان حمایت می‌کند.»
6. اصل «نه شرقی، نه غربی»:[۲۱] از همان آغاز، انقلاب اسلامی ایران خود را از الگوهای مرسوم جهان جدا کرد و بدون وابستگی به شرق یا غرب پیروز شد و سعی کرد الگوی جدیدی را بر اساس آموزه‌های اسلام ناب ارائه دهد. این اصل مهم در بیان رهبر انقلاب، روح‌االله خمینی،[۲۲] به عنوان یک فرمان و در میان مردم به شکل شعار «نه شرقی نه غربی، جمهوری اسلامی» متجلی شد.

## اولین انقلاب سیاسی «اسلامی» موفق

بازگشت سید روح‌الله خمینی به ایران، در ساعت ۹:۳۰ صبح ۱۲ بهمن سال ۱۳۵۷ خمینی پس از ۱۴ سال تبعید از فرانسه به ایران بازگشت و مورد استقبال میلیونها ایرانی قرار گرفت (۱۰ روز قبل از پیروزی کامل انقلاب ایران).

ایران اولین انقلاب سیاسی موفق «اسلامی» را به جهانیان معرفی کرد. انقلابی مبتنی بر اسلام و شعار «الله اکبر» و مبتنی بر ایدئولوژی و نمادگرایی شیعه و با رهبری روحانیت. انقلاب سال ۱۳۵۷ ایران، مسلمانان سراسر جهان را مشعوف و بهره‌مند کرد و در جهانی تحت سلطه ابرقدرت‌ها اقتدار و غرور مسلمانان را دوباره احیا کرد. علاوه بر این، خمینی تجربه این انقلاب ایرانی را راهنمایی برای تغییر سیاسی و عقیدتی در کل جهان اسلام می‌دانست. برنامه او اتحاد همه مسلمانان در یک مبارزه سیاسی و فرهنگی علیه شرق و غرب بود. ایران با پیروزی در این مبارزه آماده تبلیغ اصول خود در داخل و خارج از کشور شد. اصول ایدئولوژی ایران اسلامی، که بلافاصله پس از انقلاب در جهان مطرح شد، دارای شاخص‌هایی است که در زیر به برخی از آنها اشاره می‌شود:
- تأکید مجدد بر احکام و آموزه‌های اسلام به عنوان یک شیوه زندگی کامل.
- این اعتقاد که پذیرش الگوی سکولار و غربی «جدایی دین از حکومت» منشأ همه رنج‌های اجتماعی، اقتصادی، نظامی و سیاسی جوامع مسلمان است.
- این اعتقاد راسخ که بازگشت قدرت و موفقیت مسلمانان در بازگشت به اسلام و حاکمیت دین الهی است نه اعتماد به نظریه‌های غربی و شرقی مثل کاپیتالیسم، مارکسیسم و سوسیالیسم.
- معرفی مجدد احکام اسلام برای برنامه‌ریزی و تقویت جامعه مطلوب و اسلامی عادلانه و اخلاقی.
- تمایل به مبارزه با نابرابری‌ها، حتی اگر مستلزم تحمل سختی‌ها و در صورت لزوم شهادت در راه خدا باشد.

بر این اساس، از ابتدای انقلاب ایران در سال ۱۳۵۷، صدور انقلاب به عنوان یکی از اهداف اصلی آن در نظر گرفته شد. البته ایده صدور انقلاب فقط به انقلاب اسلامی ایران محدود نمی‌شود، بلکه در دانشگاه‌های اروپا و آمریکا صدور انقلاب در دو قرن اخیر به عنوان بخشی از مأموریت خارجی همه انقلاب‌ها مورد بحث و بررسی و تدریس قرار گرفته است.

## نظریه‌های نامتوازن

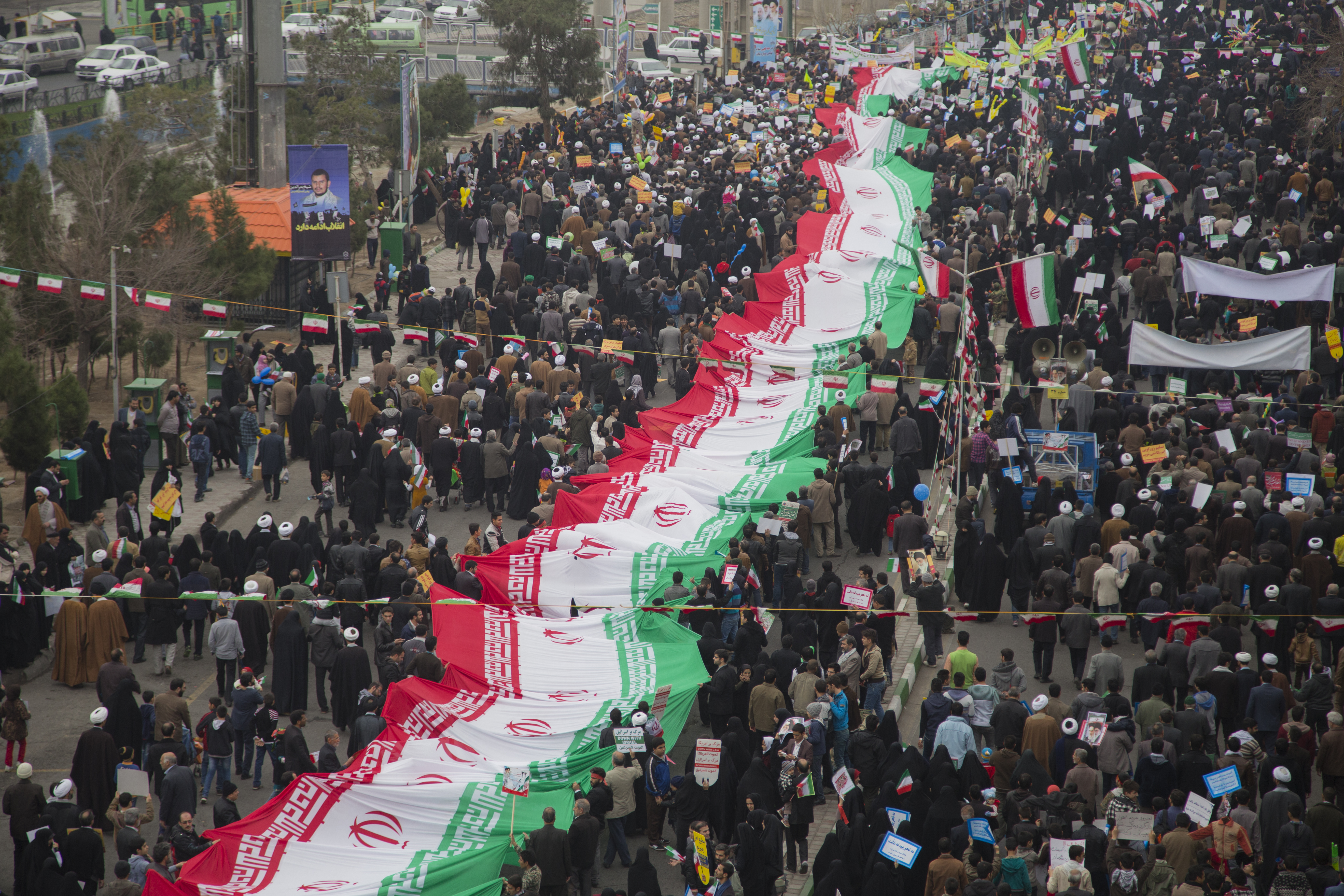
سالگرد انقلاب اسلامی، ایران، قم، ۲۲ بهمن ۱۳۹۳.

در مجموع، سه نظریه دربارهٔ سیاست صدور انقلاب اسلامی ایران توسط اندیشمندان و دولتمردان ایرانی پس از ارائه این آموزه توسط خمینی ارائه شده است. سید روح‌الله خمینی (اولین رهبر و بنیانگذار جمهوری اسلامی ایران) و سید علی خامنه‌ای (دومین رهبر ایران) موضع دقیقی ارائه می‌دهند که به نوعی هر سه این نظریه‌ها را رد می‌کند. آنها ثابت می‌کنند که مفهوم اصلی سیاست صدور انقلاب اسلامی ایران، انتشار معنویت اسلامی و ارزش‌های اسلامی است.
طبق گفته‌های خمینی، اهداف سیاست صدور انقلاب اسلامی بر مبنای اصول ذیل است:
- تعهد مداری و ترویج اندیشه‌های ناب اسلامی
- اراده عمومی ملتها، به ویژه مسلمانان
- نگاهی اصولی به صدور انقلاب در سیاست خارجی از دیدگاه اسلام و مرزهای نامحدود اندیشه اسلامی

### دیدگاه اول: مخالفت با صدور انقلاب
گروهی از ملی‌گرایان ایرانی، صرف نظر از عوامل مؤثر و بازدارنده بین‌المللی، طرح صدور انقلاب و پیگیری آن را امری نادرست و مضر می‌دانستند. این گروه که وانمود می‌کردند که اندیشه اسلامی دارند، حرکت خود را معطوف به ملی‌گرایی می‌دانستند. از آنجا که انقلاب ایران در قالب یک حزب یا سازمان منسجم رخ نداد، فرصتی برای شکوفایی این دیدگاه بود. شعار بازسازی ملی در قالبی متناسب با نظام و عرف بین‌الملل، صرف نظر از شرایط انقلابی، اولین آموزه طرفداران این دیدگاه بود و از این رو با بهانه اولویت در بازسازی داخلی با صدور انقلاب مخالفت کردند. البته، بازسازی داخلی کشور شعاری بیش بود.
این گروه معتقد بودند که تمام محورهای توسعه و رشد باید صرف منافع داخلی ایران شود و ایرانیت را باید محور اصلی رشد دانست. و باید از ایجاد حساسیت‌های جهانی خودداری کرد. آنها از رفتار ارزشی با نظام جهانی را رد کرده و در شعارهای خود بر ایرانی آزاد و مستقل، ارتباط با همه کشورها و پیوستن به جامعه جهانی موجود تأکید می‌کردند. آنها ارزشهای اسلامی و انقلاب را در مرزهای ایران قابل قبول می‌دانستند و صدور انقلاب را عملی خلاف موازین بین‌المللی می‌دیدند. اعضای دولت موقت ایران و مهدی بازرگان از این گروه بودند.

#### نقد این دیدگاه
این دیدگاه کاملاً ملی‌گرایانه و منفعلانه است و هیچ ارتباطی با شرایط انقلابی ندارد. این دیدگاه تغییر و تحول را در نوعی بی‌تفاوتی نسبت به جامعه بین‌المللی محدود می‌کند. خمینی بارها صریحاً اعلام کرد که صدور انقلاب قطعی است، پس این نظریه از دید او اعنباری نداشت. حتی اگر ملتی بخواهد فقط به فکر حفظ کشور ایدئال خود باشد، باز هم باید به فکر صدور انقلاب باشد؛ زیرا کشوری که می‌خواهد مستقل باشد و تحت سلطه هیچ قدرتی در جهان نباشد قطعاً مورد حمله قرار خواهد گرفت و برای استفاده از بهترین ظرفیت هنگام دفاع از خود نیاز به جای پای محکم در سایر نقاط جهان خواهد داشت.

### دیدگاه دوم: صدور نظامی
برخی از افراد که از عناصر انقلابی هم بودند و مرزهای ملی را سازنده دوران استعمار می‌دانستند، به صدور نظامی انقلاب اعتقاد داشتند. طرفداران این دیدگاه به تئوری توطئه اعتقاد داشتند. آنها هرگونه بی‌نظمی، عقب ماندگی، تحجر فرهنگی و مرزبندی را به توطئه برنامه‌ریزی شده قدرت‌های استعماری نسبت می‌دادند. هدف اصلی این دیدگاه حمله مداوم به ارزش و مقام و تلاش برای از بین بردن رژیم‌های دیگر بود. تمرکز این گروه بر استفاده از توانایی‌های نظامی، چریکی و اطلاعاتی و مسلح‌سازی جنبش‌های آزادی‌خواه و به خطر انداختن پایه‌های رژیم‌های استبدادی بود. این دیدگاه به سرعت جای خود را به دیدگاه اول داد. در این دیدگاه، منافع ملی همان منافع ایدئال فرض می‌شد و منافع ایدئولوژیک از موضع خشونت و سرکوبگرانه در سیاست خارجی در اولویت قرار داشت. از این نظر، هرگونه پذیرش قوانین بین‌المللی رد شده و کلیه نهادها و سازمان‌ها و قوانین آنها کاملاً غیرقابل قبول تلقی می‌شد. در این دیدگاه تحقق ارزشهای انقلابی و نابودی نظامهای دیگر با توسل به زور مورد توجه بود.

#### نقد این دیدگاه
این دیدگاه چون استفاده از هر وسیله‌ای را در جهت صدور انقلاب مجاز می‌دانست، توسط خمینی پذیرفته نمی‌شد. این روش و حمله نظامی به کشورهای اسلامی جهان سوم یادآور روشهای استثماری است. تخریب مرزهای ملی یک اقدام خطرناک و مخرب تلقی می‌شود. خمینی می‌گوید: «اینکه می‌گوییم باید انقلاب ما به همه جا صادر بشود این معنی غلط را از او برداشت نکنند که ما می‌خواهیم کشورگشایی کنیم، ما همه کشورهای مسلمین را از خودمان می‌دانیم… ما می‌خواهیم این چیزی که در ایران واقع شد و این بیداری که در ایران واقع شد و خودشان از ابرقدرتها فاصله گرفتند … و دست آنها را از مخازن خودشان کوتاه کردند این در همه ملتها و در همه دولتها بشود، آرزوی ما این است. معنی صدور انقلاب ما این است که همه ملتها بیدار شوند و همه دولتها بیدار شوند و خودشان را از این گرفتاری که دارند و این تحت سلطه بودنی که هستند و از اینکه همه مخازن آنها دارد به باد می‌رود و خودشان به نحو فقر زندگی می‌کنند نجات بدهد … ما که می‌گوییم انقلابمان را می‌خواهیم صادر کنیم می‌خواهیم این مطلب را همین معنایی که پیدا شده همین معنویتی که پیدا شده است در ایران… ما می‌خواهیم این را صادر کنیم ما نمی‌خواهیم شمشیر بکشیم و تفنگ بکشیم و حمله کنیم».

### دیدگاه سوم:نظریه ام‌القریو ساختن جامعه الگو
طرفداران این دیدگاه معتقد بودند که ایرانیان باید یک ملت نمونه و الگوی واحد را در داخل کشور بسازند و برای رسیدن به این هدف از همه ابزارهای انقلابی، قانونی و حتی اقدامات خشونت‌آمیز استفاده کنند. در رابطه با جهان خارج، این گروه سیاست سازش کارانه همراه با فرصت‌طلبی را دنبال می‌کردند و معتقد بودند هر جا که منافع ملی مطالبه می‌کرد و شرایط مهیا بود، ایرانیان باید به رژیم‌های وابسته و استبدادی ضربه بزنند و اگر شرایط مناسب نیست، ایرانیان باید با مصالحه، وضعیت موجود را ادامه دهند. این دیدگاه ترکیبی از دو دیدگاه قبلی است و طرفداران آن معتقد بودند تا زمانی که ایرانیان نتوانند اوضاع داخلی را تثبیت کنند، نباید موضع تهاجمی علیه جامعه جهانی داشته باشند، اما پس از آنکه ایران توانست وضعیت داخلی خود را بهبود بخشد و به اهداف خود برسد، ایرانیان باید به تدریج با جامعه جهانی و محیط پیرامون درگیر شوند. همچنین اگر منافع ایران در معرض خطر باشد و درگیری و خشونت مؤثر واقع نشود، دستیابی به سازش بین‌المللی و تفاهم با کشورهای قدرتمند ضروری است. در این دیدگاه، استفاده از همه ابزارها برای دستیابی به اهداف انقلابی مشروع و قابل قبول تلقی می‌شد.

#### نقد این دیدگاه
این دیدگاه به دلیل وجود مواضع فرصت‌طلبانه، نوعی موضع‌گیری منفعلانه است و از آنجا که حمله به جامعه بین‌المللی را، هر چند در مقیاس محدود، مد نظر قرار می‌داد، از نظر خمینی قابل قبول نبود.

## دیدگاه روح‌الله خمینی

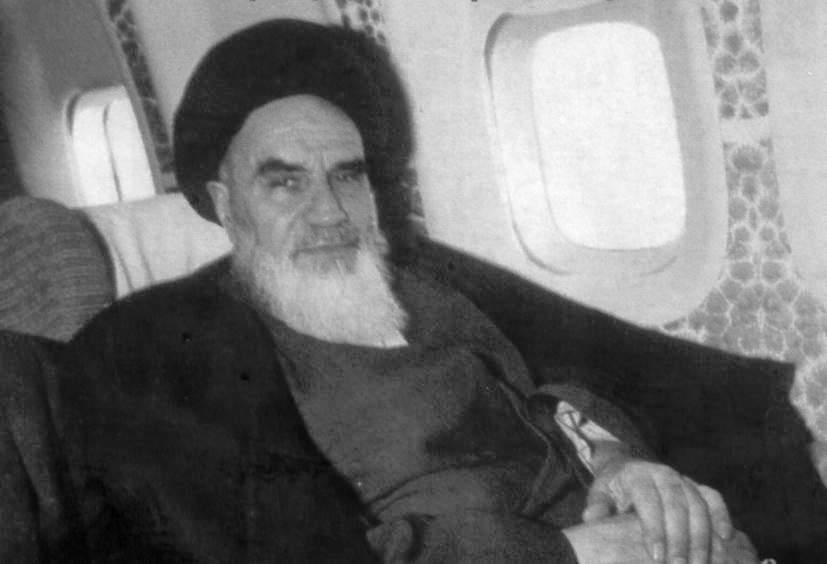
روح‌الله خمینی در هواپیمای فرانسوی، فرودگاه مهرآباد، تهران (۱۲ بهمن ۱۳۵۷).

مفاهیمی که سید روح‌الله خمینی، بنیانگذار جمهوری اسلامی ایران، صریحاً در مورد سیاست صدور انقلاب اسلامی ایران ذکر کرده است به شرح زیر است:
- معرفی اسلام آنگونه که هست: خمینی می‌گوید «ما که می‌گوییم اسلام را ما می‌خواهیم صادر کنیم، معنایش این نیست که ما سوار طیاره بشویم و بریزیم به ممالک دیگر. یک همچو چیزی نه ما گفتیم و نه ما می‌توانیم. اما آنکه ما می‌توانیم این است که به وسیله دستگاه‌هایی که داریم، به وسیلهٔ همین صدا و سیما، به وسیلهٔ مطبوعات، به وسیلهٔ گروه‌هایی که در خارج می‌روند، اسلام را آن طوری که هست معرفی کنیم. اگر آن طوری که هست معرفی بشود، مورد قبول همه خواهد شد. بشر به فطرتش یک فطرت سالم است، اگر یک چیزی را القا بکنند، روی فطرت سالم خودش قبول می‌کند و قدرتمندها از همین معنا می‌ترسند؛ بنابراین ما یک وظیفهٔ بسیار بزرگ بر عهده داریم. نه ما تنها، همهٔ مسلمانها و نه شما تنها، همه قشرهایی که در ایران و در خارج ایران هستند و متعهد به اسلام هستند، وظیفه بزرگی داریم و آن اینکه اسلام را آن طوری که هست، آن طوری که خدای تبارک و تعالی فرموده است، آن طوری که در روایات و در قرآن ما هست، ‏ ‏آن طور به مردم ارائه بدهیم و به دنیا ارائه بدهیم، و همین خودش از هزارها توپ و تانک بیشتر می‌تواند مؤثر باشد. آن چیزی که با ارشاد حاصل بشود، قلب مردم را برمی‌گرداند. و این کار، این هنر از اسلام می‌آید و این هنر از احکام اسلام می‌آید، نه با یک توپ و تانک بخواهد کار بکند».[۳۲]
- انتشار معنویت موجود در ایران: خمینی می‌گوید «ما که می‌گوییم انقلابمان را می‌خواهیم صادر کنیم، می‌خواهیم این را صادر کنیم، می‌خواهیم این مطلب را، همین معنایی که پیدا شده، همین معنویتی که پیدا شده است در ایران، همین مسائلی که در ایران پیدا شده، ما می‌خواهیم این را صادر کنیم. ما نمی‌خواهیم شمشیر بکشیم و تفنگ بکشیم و حمله کنیم».[۳۳]
- کاهش سلطه استعمارگران: خمینی می‌گوید «ما این واقعیت را و حقیقت را در سیاست خارجی و بین‌المللی اسلامیمان بارها اعلام نموده‌ایم که درصدد گسترش نفوذ اسلام در جهان و کم کردن سلطه جهانخواران بوده و هستیم»[۳۴] و در جای دیگر می‌گوید: «ما می‌خواهیم این چیزی که در ایران واقع شد و این بیداری که در ایران واقع شد و خودشان از ابرقدرتها فاصله گرفتند و دادند و دست آنها را از مخازن خودشان کوتاه کردند، این در همهٔ ملتها و در همهٔ دولتها بشود، آرزوی ما این است. معنی صدور انقلاب ما این است که همهٔ ملتها بیدار بشوند و همهٔ دولتها بیدار بشوند و خودشان را از این گرفتاری که دارند و از این تحت سلطه بودنی که هستند و از اینکه همهٔ مخازن آنها دارد به باد می‌رود و خودشان به نحو فقر زندگی می‌کنند نجات بدهد».[۳۵][۳۶]
- مبارزه با کفر، شرک و بی‌عدالتی: خمینی می‌گوید «ما که می‌گوییم انقلابمان را می‌خواهیم صادر کنیم و به همه کشورهای اسلامی، بلکه به همه کشورهایی که مستکبرین بر ضد مستضعفین هستند، می‌خواهیم یک همچو وضعیتی پیش بیاوریم که یک دولت زورگوی جبار آدمکش و امثال ذلک نباشد».[۳۷]
- آشتی بین ملت‌ها و دولت‌ها: خمینی می‌گوید «ما می‌گوییم انقلابمان را می‌خواهیم صادر کنیم… می‌خواهیم بین ملت‌ها و دولت‌ها آشتی بدهیم».[۳۸]
- بیداری ملت‌ها: خمینی می‌گوید «اینکه می‌گوییم باید انقلاب ما به همه جا صادر بشود، این معنای غلط را از آن برداشت نکنند که ما می‌خواهیم کشورگشایی کنیم… ما می‌خواهیم این چیزی که در ایران واقع شد و این بیداری که در ایران واقع شد و خودشان از ابرقدرتها فاصله گرفتند و دادند و دست آنها را از مخازن خودشان کوتاه کردند، این در همه ملت‌ها و در همه دولت‌ها بشود».[۳۹]
- تحقق عدالت در جهان: خمینی می‌گوید «من امیدوارم که این عدالتی که به یُمن وجود اسلام و اولیاء اسلام در بین بشر آمد، ما بتوانیم بعد از دو هزار و پانصد سال ظلم و بعد از پنجاه سال خیانت و ظلم، ستم و چپاولگری بتوانیم ان شاءالله تعالی در ایران اولاً و در سایر جهان بعدها پیاده کنیم».[۴۰]
- پیاده کردن توحید ناب در میان ملتهای اسلامی: خمینی می‌گوید «به لطف خدا در حاکمیت جمهوری اسلامی ما اختلافی بر سر مواضع اصولی، سیاسی و اعتقادی وجود ندارد و همه مصممند تا توحید ناب را در بین ملل اسلامی پیاده نموده و سر خصم را به سنگ بکوبانند تا در آینده‌ای نه چندان دور، به پیروزی اسلام در جهان برسند».[۴۱]
- آشنایی ملتهای اسلامی و مستضعفین جهان با اسلام و حکومت عدل اسلامی: خمینی می‌گوید «همان مردمی که تصمیم دارند با صدور پیام انقلاب اسلامیشان نه تنها کشورهای اسلامی، که مستضعفان جهان را به اسلام عزیز و حکومت عدل اسلامی آشنا سازند»[۴۲] و در جای دیگر می‌گوید «صدور انقلاب، صدور تجاوز و جنگ و به معنای گرفتن زمین‌های دیگران نیست… صدور انقلاب به معنای صدور پیام و صدور رسالت انقلاب است، صدور ارزش‌هایی مانند استقلال، عدم وابستگی، خودکفایی، خصلت‌های انسانی پاک، ایمان، شرف، افتخار، حمایت از مستضعفان و…».[۴۳][۴۴]
- توجه به اسلام در جهان: خمینی می‌گوید «بحمدالله امروز قدرت ایرانی و قدرت اسلام در ایران به طوری است که توجه همه ملت‌های ضعیف را به خودش معطوف کرده است و اسلام، صادر شده است در سراسر دنیا… و منظور ما از صدور انقلاب همین بود و تحقق پیدا کرد و ان شاءالله اسلام در همه جا غلبه بر کفر پیدا خواهد کرد».[۴۵]

## دیدگاه علی خامنه‌ای

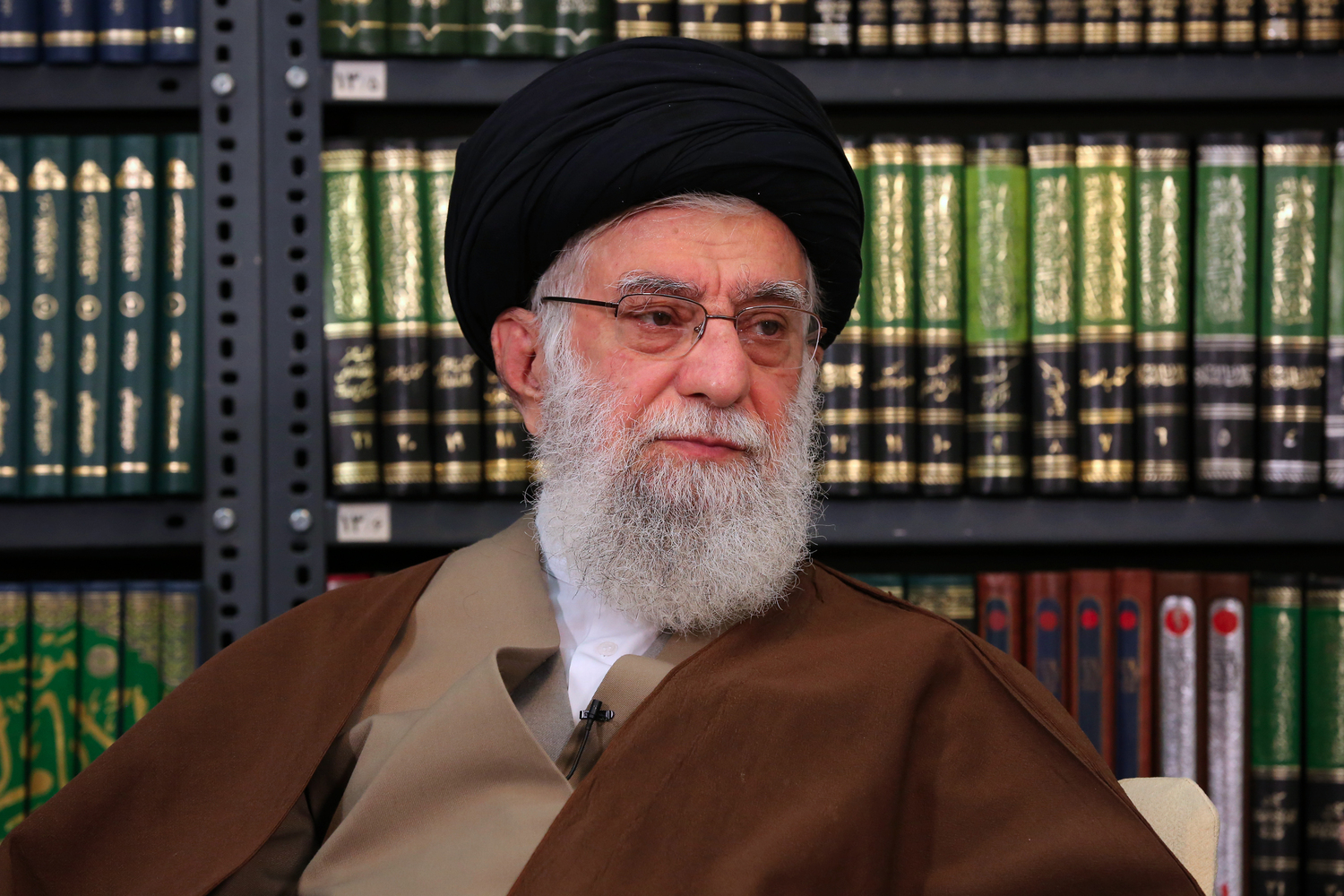
علی خامنه‌ای، رهبر فعلی جمهوری اسلامی ایران، ۸ اسفند ۱۳۹۸.

سید علی خامنه‌ای، دومین رهبر جمهوری اسلامی ایران، با دیدگاه روح‌الله خمینی در مورد صدور انقلاب موافق است و در این باره می‌گوید: «چقدر تبلیغات جهانی این جمله امام عزیز و فقیدمان را کوبیدند که فرموده بودند: «ما انقلابمان را به همه عالم صادر خواهیم کرد.» صدور انقلاب به معنای این نبود که ما برمی‌خیزیم و با قوت و قدرت به این طرف و آن طرف می‌رویم و جنگ راه می‌اندازیم و مردم را به شورش و انقلاب وادار می‌کنیم؛ مقصود امام به هیچ وجه این نبود. این کار جزو سیاست‌ها و اصول ما نیست؛ بلکه مردود است. آنها این جمله را اینگونه معنا کردند و آن را کوبیدند.»
وی همچنین در مورد معنای صدور انقلاب می‌گوید: «معنای صدور انقلاب این است که ملت‌های دنیا ببینند یک ملت با قدرت خود و با اتکا به اراده و عزم خویش و با توکل به خدا می‌تواند ایستادگی کند و تسلیم نشود. اگر ملت‌ها این پایداری را دیدند، باور خواهند کرد و تشویق خواهند شد که خودشان را از زیر بار ظلم نجات بدهند.».
خامنه‌ای همچنین در مورد «صدور انقلاب به معنای صدور فرهنگ انسان‌ساز اسلام» می‌گوید: «پس از پیروزی انقلاب اسلامی سردمدار تبلیغات جهانی بر روی اشاعه فرهنگ انقلابی اسلام جنجال راه انداختند و آن را به عنوان صدور انقلاب (با معنای غلطی که از صدور انقلاب می‌کردند) مورد تهاجم تبلیغاتی قرار دادند. همه رسانه‌ها در سرتاسر عالم روی این نکته و کلمه تکیه می‌کنند که جمهوری اسلامی در صدد صدور انقلاب است! خباثت آنها در این جاست که صدور انقلاب را به معنای صدور مواد منفجره و ایجاد درگیری در گوشه و کنار عالم و از این قبیل کارها معرفی می‌کنند!! که این هم مثل بقیه خباثتهای تبلیغاتی دنیای غرب، یک ترفند رذیلانه است.».
خامنه‌ای در ادامه می‌گوید: «صدور انقلاب یعنی صدور فرهنگ انسان‌ساز اسلام و صدور صفا و خلوص و تکیه و اصرار بر ارزش‌های انسانی. ما به این کار و انجام این وظیفه افتخار می‌کنیم. این راه انبیاست و ما این راه را باید ادامه دهیم».
وی همچنین در این باره می‌گوید: «صدور انقلاب به معنای صادر کردن ارزش‌های انقلابی و افشاگری دربارهٔ مستبدها و ظالم‌های عالم وظیفه و تکلیف الهی ماست. اگر این کار را نکنیم، کوتاهی کرده‌ایم.».

## اصول کلی سیاست صدور انقلاب اسلامی ایران
بنا به گفته‌های سید روح‌الله خمینی (اولین رهبر و بنیانگذار جمهوری اسلامی ایران) و سید علی خامنه‌ای (دومین رهبر ایران)، می‌توان اصول کلی زیر را در مورد سیاست صدور انقلاب اسلامی ایران استنباط کرد:
- به‌طور کلی، صدور انقلاب به معنای تأکید بر تحقق ارزش‌ها در داخل ایران و تلاش جدی برای ارائه و انتشار ارزش‌ها و آرمان‌های انقلاب در خارج از کشور است.[۵۳]
- مبحث صدور انقلاب بر گرفته از اصل امر به معروف و نهی از منکر و ناشی از اصول مکتب شیعه و بر مبنای جهانی شدن اسلام است و اگر انقلاب ایران انقلابی ملی‌گرایانه با اهداف ملی محدود بود، صدور انقلاب معنایی نداشت.[۲۹]
- صدور انقلاب یک آرزوی دست نیافتنی نیست. بلکه علیرغم تلاشهای گسترده استکبار جهانی و عوامل آنها، نشانه‌ها و شواهد بسیاری مبنی بر صدور انقلاب اسلامی و پذیرش پیام و روش آن توسط مسلمانان و مستضعفان در جهان آشکار شده است.[۵۴]
- اساس انقلاب ایران فراهم آوردن زمینه ظهور و حرکت خودجوش ملتهای مسلمان با انتشار آموزه‌ها و الگو گرفتن از این انقلاب بدون دخالت در امور داخلی کشورها و جوامع دیگر بوده است. ایران خود را ملزم به تحمیل انقلاب اسلامی با استفاده از زور و نفوذ در ساختار سایر جوامع نمی‌داند.[۵۵]
- بستن مرزها و گرفتار شدن در محدودیت‌ها به بهانه توسعه و رشد ملی بدون توجه کردن به سرنوشت ملت‌های دیگر نه اسلامی است و نه انسانی.[۵۶]
- ماهیت این تفکر - صدور انقلاب - نفی ظلم و استبداد و انکار سکوت و نگرش منفعلانه است.[۳۰]
- مخاطبان اصلی پیام انقلاب اسلامی ملت‌ها هستند و هدف اصلی آگاهی بخشی به آنها است و در این زمینه مفهوم صدور انقلاب، سیاست روشنگری است که کاملاً با اراده ملت‌ها برای تغییر سرنوشت خودشان ادغام شده است.[۵۲]
- اقدامات ستیزه‌جویانه که نیاز به تصمیم‌گیری به جای ملت‌ها و اقدام بدون اراده و خواست آنها دارد، در این سیاست به‌طور مطلق رد می‌شود.[۵۷]
- صدور انقلاب یک کار ضروری و انقلابی است، اگر در داخل به گونه‌ای عمل شود که کشور انقلابی ایران به عنوان الگویی موفق معرفی شود، چنین روندی موفقیت‌آمیز خواهد بود.[۱۳]
- صدور انقلاب از ویژگیهای ذاتی و اجتناب ناپذیر انقلاب اسلامی ایران است. خمینی وظیفه خود می‌دانست که اسلام را در حد توان به سرزمینهای اسلامی صادر کند و به ندای مستضعفان و مسلمانان پاسخ دهد و صدور انقلاب را تاکتیکی تهاجمی علیه دشمنان انقلاب می‌دانست تا از خطر آنها جلوگیری کند.[۵۸]
- صدور انقلاب علاوه بر اینکه به عنوان یک اصل در سیاست داخلی و خارجی مطرح است، یک وظیفه مردمی و شرعی نیز هست؛ یعنی همه مردم ایران وظیفه دارند با تمرکز بر ارزشهای اسلامی در رفتار خود به تحقق ایران اسلامی به عنوان ام‌القری جهان اسلام کمک کنند. و از این منظر، رفتار هر فرد می‌تواند تأثیری جهانی داشته باشد.[۱۳]

## در قانون اساسی جمهوری اسلامی ایران
انتشار آموزه‌های انقلاب اسلامی یکی از مهم‌ترین نکاتی است که در قانون اساسی جمهوری اسلامی ایران به آن توجه کافی شده است. مبحث صدور انقلاب اسلامی ایران به عنوان یکی از مولفه‌های اصلی سیاست «نه شرقی نه غربی» در رابطه با مسئله استقلال و مقابله با نفوذ قدرت‌های بیگانه خارجی معنی پیدا می‌کند؛ سیاست صدور انقلاب اسلامی ایران خود نوعی جهت‌گیری استراتژیک است که هدف آن تشکیل دولت‌های مستقل مبتنی بر ارزش‌ها و آموزه‌های دینی در کشورهای اسلامی است.
در مقدمه قانون اساسی ایران آمده است: «قانون اساسی با توجه به محتوای انقلاب اسلامی ایران که حرکتی برای پیروزی مستضعفین بر مستکبرین بود، زمینه تداوم این انقلاب را در داخل و خارج کشور فراهم می‌کند، به‌ویژه در گسترش روابط بین‌المللی با دیگر جنبش‌های اسلامی و مردمی می‌کوشد تا راه تشکیل امت واحد جهانی را هموار کند و استمرار مبارزه در نجات ملل محروم و تحت ستم در تمامی جهان قوام یابد».
اصل ۱۵۴ قانون اساسی جمهوری اسلامی ایران به صراحت هدف از تبلیغ اندیشه انقلابی و اسلامی و همچنین عزم خود را برای دستیابی به آن بیان می‌کند. این اصل جمهوری اسلامی ایران را به حمایت از ملت‌های تحت ستم و محروم ملزم می‌کند. طبق اصل ۱۵۴، این حمایت با پرهیز کامل از هر گونه مداخله در امور داخلی سایر کشورها همراه است و هیچ درخواستی به دنبال نخواهد داشت.
همچنین بنا بر بند ۱۶ از اصل ۳ قانون اساسی، دولت جمهوری اسلامی ایران موظف است سیاست خارجی خود را مطابق با موازین اسلام، تعهد برادرانه نسبت به همه مسلمانان و پشتیبانی بی‌دریغ از مستضعفان جهان تنظیم کند.

## وظیفه سپاه
روزنامه گاردین در گزارشی سپاه قدس را یکی از متولیان صدور انقلاب خوانده و می‌نویسد: «وظیفه سپاه قدس حفاظت از انقلاب و صدور آن به کشورهای اسلامی است. جوامع شیعه نشان داده‌اند که بسیار مستعد انقلاب هستند و با سپاه قدس همراهی خواهند داشت. البته سپاه قدس متحدان سنی نیز دارد، مانند حماس در غزه.»

## صدور انقلاب در برنامه ۲۰ ساله
در برنامه ۲۰ ساله دوم جمهوری اسلامی ایران که از سال ۱۳۸۴ افق چشم‌انداز ۲۰ ساله برای خود ترسیم کرده از صدور انقلاب با عنوان «الهام‌بخش در جهان اسلام» یاد شده است. در این سند ذکر شده که در سال ۱۴۰۴ شمسی مصادف با ۲۰۲۵ میلادی «ایران کشوری توسعه یافته با جایگاه اول اقتصادی، علمی و فناوری در سطح منطقه با هویت اسلامی و انقلابی، الهام‌بخش در جهان اسلام و با تعامل سازنده و مؤثر در روابط بین‌الملل است».